# Torre Alháquime
Torre Alháquime (o La Torre, como es conocida comúnmente por sus habitantes) es un municipio español de la provincia de Cádiz, en la comunidad autónoma de Andalucía. Pertenece a la comarca de la Sierra de Cádiz, al noreste de la provincia, donde forma parte de la famosa Ruta de los Pueblos Blancos. Limita con los municipios de Olvera, Alcalá del Valle y Setenil de las Bodegas. Según los datos del INE, en 2018 contaba con una población de 804 habitantes y se sitúa a 145 kilómetros de la capital de provincia, Cádiz.

## Símbolos

### Escudo
Descripción: De plata, la torre donjonada en su color, sumada de una bandera de gules, terrasada de sinople y acompañada de dos perros de sable atados a la puerta, uno a cada lado. Al timbre, corona real abierta.
Significado: La torre representa la del alcaide Al-Haquime, origen de la población, y los perros guardianes refuerzan la idea de fortaleza y vigilancia, por ser Torre Alháquirme paso obligado para entrar en Olvera desde el Norte.

### Bandera
Descripción: Bandera rectangular, de proporciones 2/3 dividida diagonalmente desde el ángulo superior del asta al inferior del batiente, de color blanco la porción superior y rojo la inferior. Lleva en el centro el escudo de armas del municipio. Timbrado con la Corona Real española.

## Situación geográfica
Su término municipal limita al norte y al oeste con Olvera, al sur y al este con Setenil de las Bodegas, y al este con una pequeña parte de Alcalá del Valle. La zona en que se asienta constituye la transición entre la Depresión de Ronda y la Sierra Subbética, formadas por un conjunto de lomas y cerros, en uno de los cuales se asienta el núcleo urbano. Por la parte baja del pueblo discurre el Río Guadalporcún en dirección oeste.
Torre Alháquime está situado al noreste de la provincia gaditana, a pocos kilómetros de las provincias de Sevilla y Málaga. El núcleo urbano se estableció en la cumbre de un cerro, y ha ido creciendo, ladera abajo, aprovechando las zonas menos accidentadas. Rodeado de montes en sus vertientes norte y este, a su sureste se encuentra una falla que lo separa del término municipal de Alcalá del Valle, conocida popularmente como Las Canteras, que da gran particularidad al paisaje torreño.
Al sur del municipio se encuentra el llano de Las Vegas, muy influido por el paso del Río Guadalporcún. Este valle se extiende desde la parte sur del núcleo urbano hasta el llamado Molino de Trejo, lugar donde se celebra la Romería de San Juan cada 24 de junio. 

## Historia

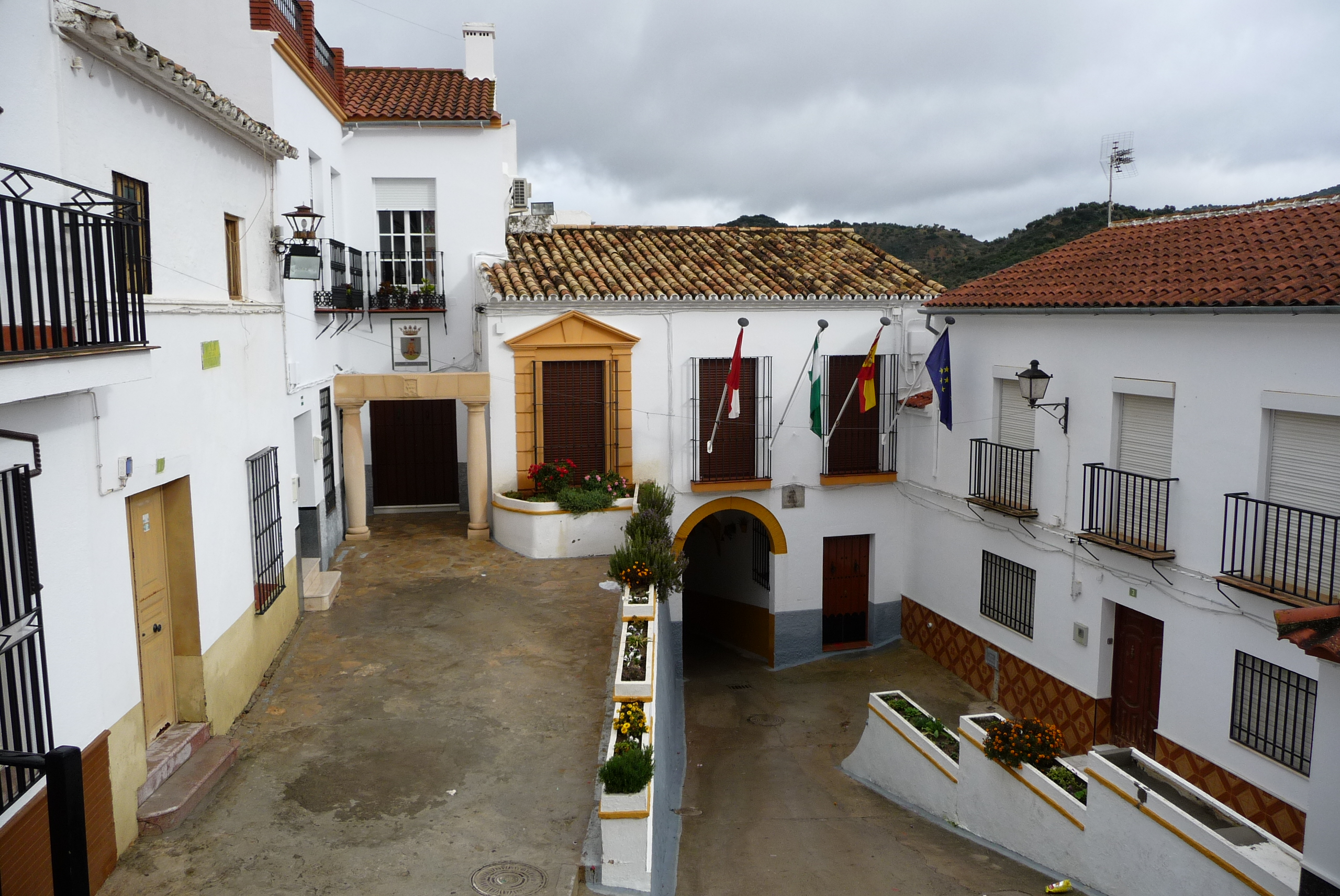
Ayuntamiento.

Cuentan las crónicas que Torre Alháquime debe su nombre a la familia árabe de los Al Hakim, a la que pertenecía una fortaleza ubicada a cuatro kilómetros del castillo de Olvera, con el cual se apoyaba mutuamente durante el dominio musulmán de al-Ándalus. Sobre aquel lugar, una loma situada a unos 495 metros sobre el nivel del mar, se había hecho fuerte un caudillo nazarí que hizo frente a las tropas cristianas en el nordeste de la actual Provincia de Cádiz a finales del siglo XV. La Torre de Al Hakim (que en árabe significa "el sabio" o "el letrado") dio lugar, pues, a la denominación de Torre Alháquime. En el antiguo emplazamiento de la torre-fortaleza se ubicó hasta hace poco tiempo el cementerio de la localidad. Alrededor de esta fortaleza musulmana fue creciendo el núcleo urbano del actual municipio, y lo hizo de un modo muy peculiar: en una disposición de círculos concéntricos, para salvar en lo posible la pendiente.

### Bandolerismo
El bandolerismo andaluz hizo presencia en Torre Alháquime durante el siglo XIX. Mención especial merece José María "El Tempranillo", quien tuvo una estrecha relación con esta localidad, donde contrajo matrimonio y vio nacer a su hijo. En la actualidad, en pleno casco antiguo de la localidad, aún se conserva la vivienda que habitó el bandolero y su familia durante su estancia en el municipio.

## Economía
Su economía tradicionalmente ha estado basada en agricultura y ganadería aunque recientemente se están explorando industrias.

### Evolución de la deuda viva municipal
| Gráfica de evolución de Deuda viva del Ayuntamiento de Torre Alháquime entre 2008 y 2019                                |
| |
| Deuda viva del Ayuntamiento de Torre Alháquime en miles de Euros según datos del Ministerio de Hacienda y Ad. Públicas. |

## Demografía
Torre Alháquime cuenta con una población de 798 habitantes (INE 2024).
| Gráfica de evolución demográfica de Torre Alháquime entre 1842 y 2021                                               |
| |
| Población de derecho según los censos de población del INE Población de hecho según los censos de población del INE |

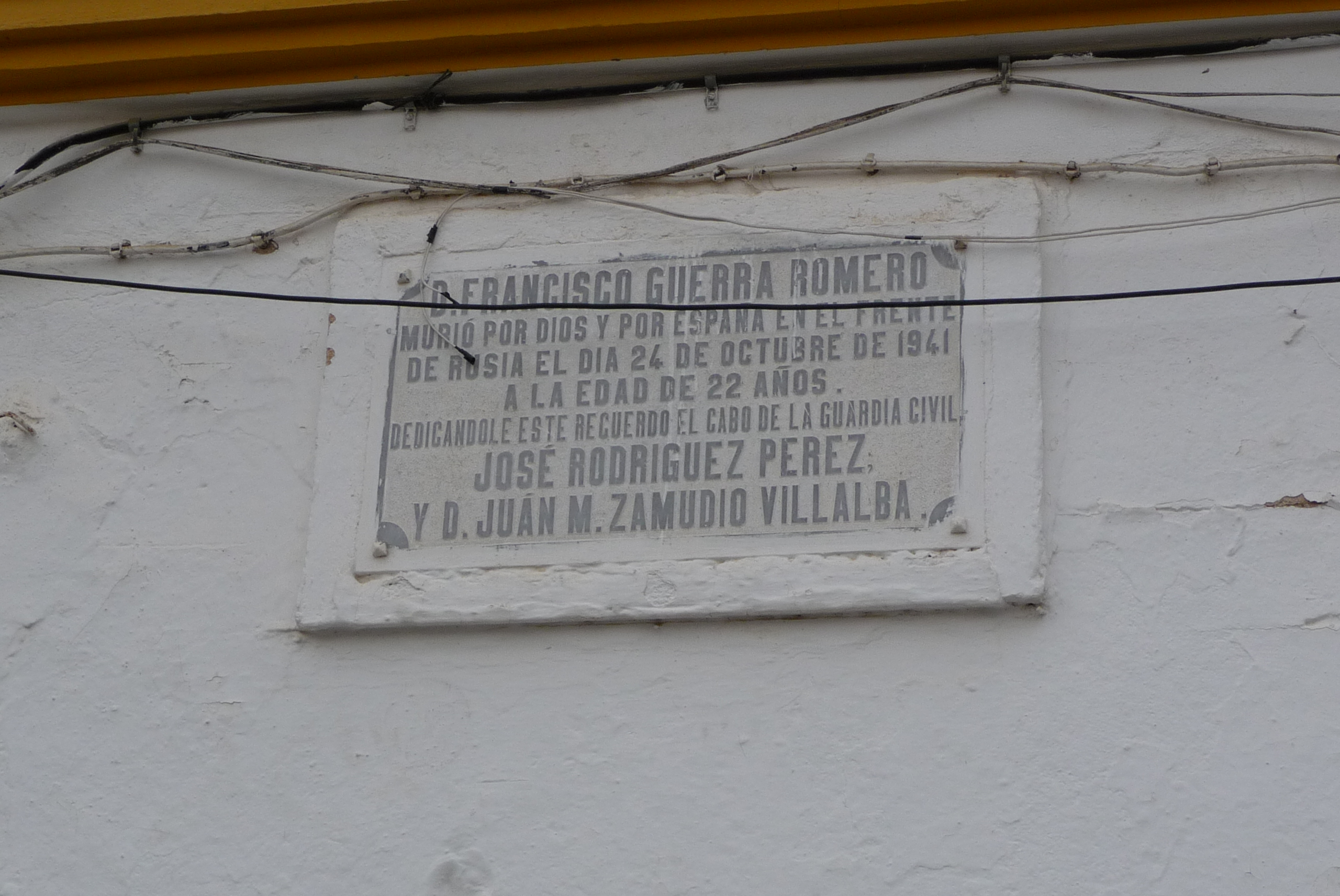
Placa.

La población de Torre Alháquime ha rondado el millar de personas desde mitad del siglo XX, sobrepasando en alguna ocasión esta cifra.
A finales de los años 80 y hasta mediados de los 90 fue cuando alcanzó sus mayores cotas de población desde la década de 1930, que unos años más tarde se vieron disminuidas drásticamente debido a la falta de empleo en el municipio y la consecuente salida a otros lugares, sobre todo la Costa del Sol, de su población más joven en busca de trabajo.
Desde 2004 la población parece haberse estancado en unos 800 habitantes, siendo por ello uno de los municipios menos poblados de la provincia, junto con Villaluenga del Rosario y Benaocaz.

## Política y administración

### Administración pública
Desde las elecciones democráticas de 1979, los alcaldes del municipio han sido los siguientes:
| Mandato     | Nombre del alcalde         | Partido político                  |
| ----------- | -------------------------- | --------------------------------- |
| 1979 - 1983 | José Antonio Vargas Pernía | Unión de Centro Democrático       |
| 1983 - 1987 | Manuel Herrera Vargas      | Centro Democrático y Social       |
| 1987 - 1991 | Antonio Ruiz Hidalgo       | Partido Socialista Obrero Español |
| 1991 - 1995 | Juan José Cubiles Calle    | Partido Andalucista               |
| 1995 - 1999 | Manuel Morilla Medina      | Izquierda Unida                   |
| 1999 - 2003 | Manuel Morilla Medina      | Izquierda Unida                   |
| 2003 - 2007 | Manuel Morilla Medina      | Izquierda Unida                   |
| 2007 - 2011 | Francisco Castro Barriga   | Partido Socialista Obrero Español |
| 2011 - 2015 | Noelia Ruiz Castro         | Partido Socialista Obrero Español |
| 2015 - 2019 | Pedro Barroso Salas        | Partido Socialista Obrero Español |
| 2019 - 2023 | Pedro Barroso Salas        | Partido Socialista Obrero Español |

### Administración judicial
Torre Alháquime pertenece al partido judicial número 2 de Cádiz, con sede en Arcos de la Frontera. El municipio cuenta con Juzgado de Paz.

## Infraestructuras

### Educación
| Centro                                                            | Tipo de enseñanza                            |
| ----------------------------------------------------------------- | -------------------------------------------- |
| Escuela infantil La Endrina                                       | Preescolar                                   |
| Colegio de Educación Infantil y Primaria Sagrado Corazón de Jesús | Infantil, primaria y 1.º ciclo de secundaria |
| Centro de Educación Permanente Alhaquim                           | Educación de adultos                         |
| Alsodis                                                           | Educación especial                           |

### Sanidad
Torre Alháquime pertenece al distrito sanitario Sierra de Cádiz, con sede en Villamartín y dentro de la Zona Básica de Olvera.
La prestación sanitaria del municipio la realiza la Consejería de Salud de la Junta de Andalucía a través del Servicio Andaluz de Salud, quien gestiona el centro de salud situado en la localidad.
La atención primaria se presta en dicho centro de salud, de reciente construcción, mientras que la atención hospitalaria es proporcionada por el Hospital Serranía de Ronda.

### Deporte
El municipio cuenta con un campo de fútbol sala descubierto (El Viñazo), además de dos pistas deportivas adyacentes situadas en el colegio público de la localidad. Aquí se suelen disputar los partidos del equipo de fútbol municipal durante las fiestas.
Recientemente también ha sido inaugurado un polideportivo de moderna construcción.
La localidad también cuenta con una amplia piscina municipal, donde se ofrecen cursos de natación.

### ComplejoEl Molino de Trejo
Se trata de una amplia zona recreativa situada en la vega del río Guadalporcún, a las afueras de la localidad, donde además de diversos eventos sociales y deportivos también se celebra la romería de la localidad, así como encuentros y convivencias.

### Comunicaciones y transportes

#### Acceso por carretera
Las carreteras que discurren por el término municipal son la CA-9190, que comunica con Setenil de las Bodegas, y la CA-9106, que enlaza con Olvera y con la carretera autonómica Arcos-Antequera (A-384).

#### Autobuses interurbanos
Existe un servicio de autobuses gestionado por la Junta de Andalucía, que conecta la localidad con las principales ciudades y capitales de provincia andaluzas.

#### Acceso por tren
El municipio no cuenta con estación de tren propia. Sin embargo, están muy próximas a la localidad las estaciones de Almargen-Cañete la Real, Setenil, Ronda, Campillos, Bobadilla y Antequera-Santa Ana, todas ellas accesibles por carretera y a media hora de distancia aproximadamente.

#### Acceso por avión
Los aeropuertos más cercanos a la localidad son los aeropuertos de Jerez, Málaga-Costa del Sol y Sevilla-San Pablo, todos ellos a una distancia aproximada de una hora en coche.

## Patrimonio monumental

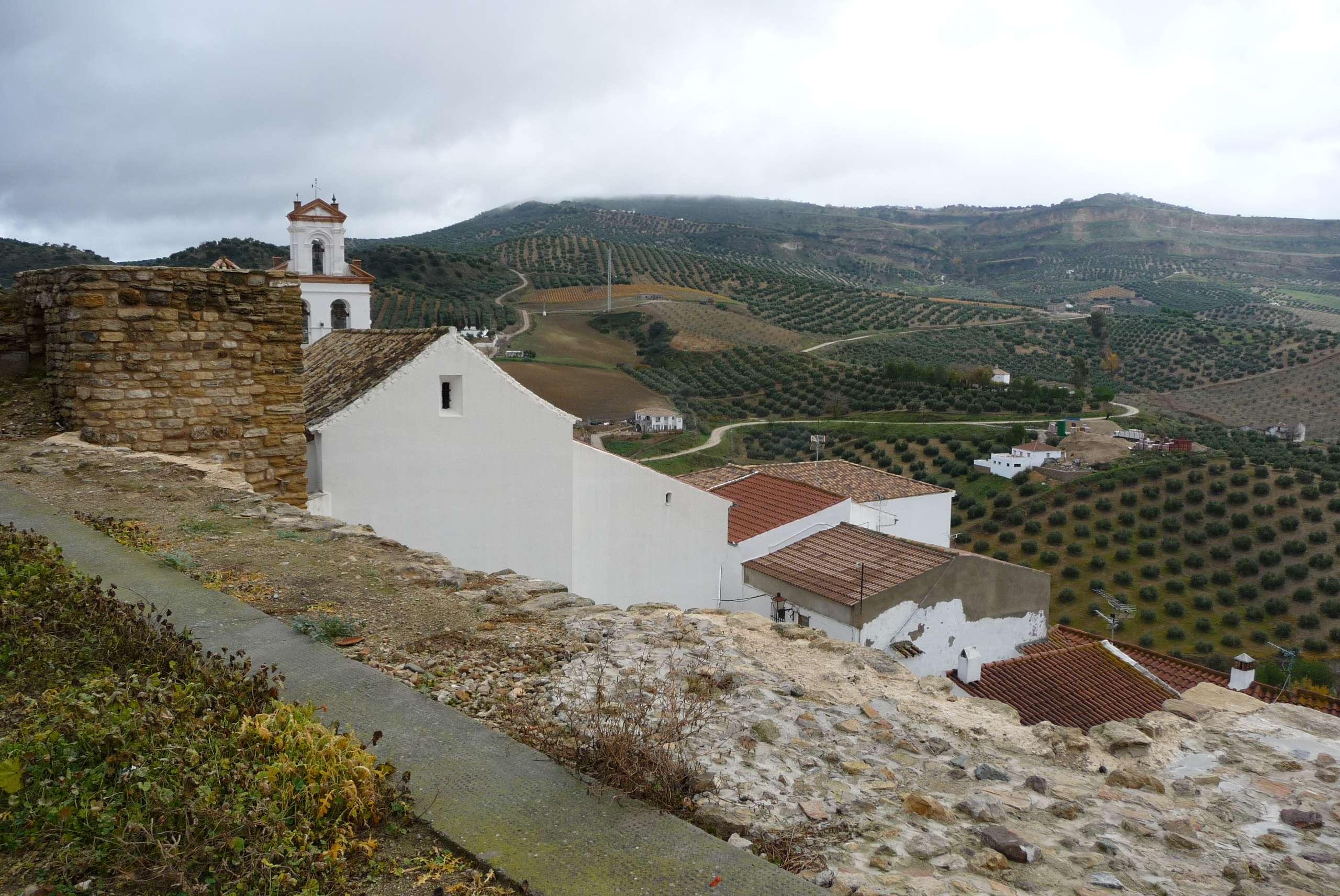
Posterior de la iglesia desde el castillo.

- Castillo árabe o del cementerio, ss. XIII-XIV, declarado de interés turístico.

- Iglesia de Nuestra Señora de la Antigua, siglo XVIII. La iglesia parroquial fue construida en 1775 y el Arzobispo de Sevilla ordenó que se acogiera a la advocación de Nuestra Señora de la Antigua, por haber intervenido en la conquista mesnadas hispalenses. Tiene una fachada barroca, con remate de tres campanas: una de 1966, otra del XIX y otra pequeña sin inscripción. Conserva un retablo del XVII y una pila bautismal en piedra de Morón.

- Monumento al Sagrado Corazón de Jesús, donado por el vecino Ricardo Cubiles Blanco en 1952.

- Casco antiguo de la localidad.

- Ruinas de la antigua fortaleza nazarí.

- Ruinas de la casa del célebre bandolero "El Tempranillo".

- Arco de la villa.
- Torreón árabe (mirador panorámico).

## Fiestas

### Reyes Magos
Durante la tarde del cinco de enero tiene lugar la tradicional Cabalgata de Reyes Magos, que parte desde el colegio del municipio hasta llegar a la plaza de la iglesia, lugar donde los niños del pueblo reciben caramelos y regalos. A la mañana siguiente es tradición el que los niños salgan con sus familias por las calles del pueblo a estrenar sus regalos.

### Carnaval
Se suele celebrar durante el mes de febrero. La duración de la fiesta suele ser de un fin de semana. Normalmente durante el viernes y el sábado tienen lugar los pasacalles, en los que niños y mayores del pueblo se disfrazan y llenan las calles de originales disfraces, coplas y humor. El domingo se celebra la famosa Chorizá, evento que tiene lugar durante el mediodía y en el que vecinos y visitantes disfrutan de actuaciones de diversas chirigotas mientras degustan chorizos caseros y comida típica al aire libre. El carnaval se clausura con la entrega del premio al mejor disfraz de las fiestas. Hasta hace unos años también se solían elegir ninfas del carnaval.

### Semana Santa
La Semana Santa en Torre Alháquime comienza con la celebración de diversos viacrucis a partir de la Cuaresma. Los días más destacados son: Jueves Santo, Viernes Santo y Domingo de Resurrección. Los cortejos procesionales corren a cargo de la Hermandad Nuestra Señora de la Antigua, única cofradía del municipio, con sede en la iglesia parroquial del mismo nombre. Lo realmente interesante de esta fiesta es ver cómo los pequeños cortejos procesionales desfilan por las estrechas calles y pendientes de esta pequeña localidad. También son características las saetas cantadas y compuestas por los propios vecinos de la localidad.

#### Jueves Santo
La tarde del Jueves Santo inaugura los cortejos procesionales de la localidad. Se procesionan las imágenes titulares del Santísimo Cristo Crucificado y Nuestra Señora de los Dolores, tallas de gran valor histórico. Asimismo, desde la Semana Santa de 2016, acompaña al cortejo procesional la Banda de La Legión de San Pedro de Alcántara.

#### Viernes Santo:Procesión del Silencio
Tiene lugar durante la madrugada del Viernes al Sábado Santo. Se trata de la procesión más emblemática y respetuosa de la Semana Santa torreña. La tradición manda que durante esta procesión se apaguen las luces del pueblo y se guarde silencio absoluto, creando así un escenario caracterizado por la iluminación de las velas que portan los vecinos y por el sonido monótono de los tambores. Se procesionan las imágenes titulares de El Santo Entierro y Nuestra Señora de los Dolores en su mayor luto.

#### Domingo de Resurrección:La Carreritade San Juan
Si algo caracteriza a la Semana Santa de Torre Alháquime es la tradicional Carrerita de San Juan. Tiene lugar durante la procesión del Domingo de Resurrección, que se celebra al mediodía y en la que se procesionan las imágenes titulares de El Resucitado, María Inmaculada y San Juan Evangelista. Lo más característico de la procesión se produce en plena plaza del pueblo, cuya larga avenida acoge el encuentro de las tres imágenes entre aplausos y "bailes" de los pasos. El encuentro se produce una vez que las imágenes de San Juan Evangelista, portada por mujeres, y de María Inmaculada han realizado una "carrera" a lo largo de la avenida hasta llegar al punto de encuentro con la imagen de Cristo Resucitado. A continuación, tiene lugar la procesión por el pueblo hasta que el encierro en la parroquia pone punto final a la Semana Santa torreña.

### Romería de San Juan
Se celebra cada 24 de junio en el complejo recreativo El Molino de Trejo, a las afueras de la localidad, en la vega del río Guadalporcún. Comienza con la procesión de la imagen de San Juan Bautista, que es portada desde la iglesia parroquial hasta la ermita situada en El Molino de Trejo. Esto es lo que se suele denominar El Camino, alegre cortejo en el que carrozas, coplas y vecinos acompañan a la imagen hasta su ermita. Una vez allí se procede a celebrar la misa para dar paso, a continuación, a la convivencia de los vecinos. Durante todo el día los romeros conviven a orillas del río, entre cantos, risas y degustando comida tradicional.

### Feria y fiestas de San Roque
Se suele celebrar el segundo fin de semana de agosto, coincidiendo con el día del patrón de la localidad (16 de agosto), San Roque. Durante tres días, la localidad de Torre Alháquime acoge a numerosos vecinos que vuelven a su pueblo para disfrutar de las fiestas. Son unos días en los que la música, los bares y la convivencia adquieren el protagonismo en la localidad. El día principal es el día del patrón San Roque, en el que tiene lugar la procesión de la imagen, que es acompañada por los vecinos, el alcalde y las reinas y damas de las fiestas, al ritmo de alegre música, sevillanas y fuegos artificiales.

## Gastronomía
Si por algo es conocida la villa de Torre Alháquime es por su gastronomía. Ya a comienzos del siglo XX los melones de las huertas torreñas eran de gran fama por la zona. En la actualidad merece mención especial su charcutería, contando el municipio con una importante fábrica local de embutidos caseros, cuya producción se caracteriza por usar métodos enteramente caseros.
Son platos típicos del municipio los siguientes:
- Gazpacho. Típico en verano, por lo tanto, se sirve muy frío. El gazpacho torreño se elabora con tomate, ajo, pepino, sal, vinagre, y pan, todo bien batido. La característica principal es que al final quede bastante líquido.
- Migas de cebolla. Sus ingredientes son: miga de pan, aceite, ajo y azúcar.
- Olla traqueá. Corresponde al tradicional cocido. Recibe este nombre porque antiguamente se traslada desde el pueblo hasta el campo, y por el camino se iba moviendo. Los restos de la "olla" se usan para la "pringá", a base de carne y tocino, así como también para la elaboración de croquetas caseras.
- Salmorejo. Sirve como aperitivo o acompañante y está compuesto por patatas cocidas, huevos duros, tomate, pimiento, atún y cebolla, todo ello condimentado con aceite de oliva, vinagre y sal.
- Sopa campera. Sopa original de la localidad, elaborada antiguamente en el campo. Se trata de una sopa espesa a base de pan, tomate y verdura.
- Espárragos. Es uno de los productos estrella del municipio y se usa para elaborar la llamada "tortilla de espárragos" (tortilla francesa a la que se le incorporan espárragos de la huerta).
- Tortitas de Carnaval. Son los dulces típicos de las fiestas del carnaval. Se tratan de tortitas medianas elaboradas a base de manteca, azúcar y ajonjolí.
- Hornazo. Es el dulce típico del Domingo de Pascua. Se realiza en todos los hogares, normalmente el Sábado Santo para que al día siguiente los niños puedan mostrarlo por todas las calles del pueblo. Consiste en colorear una serie de huevos (entre dos y seis docenas), que se unen con azúcar tostada y que se adornan con gominolas y caramelos, todo ello sobre una base de galletas o bizcocho casero. La distribución de los adornos depende de la imaginación de cada uno, si bien algunos se asemejan a verdaderas obras de arte. Se suele realizar un concurso municipal para elegir el mejor "hornazo" del pueblo.
- Roscos y empanadillas caseras. Son los dulces típicos de Semana Santa. Las empanadillas suelen ir rellenas de cabello de ángel o incluso de chocolate.
- Tortas de masa. Sin duda, es uno de los platos tradiciones por excelencia de esta localidad. Se trata de una especie de tortita crujiente a base de harina, sal, agua, aceite de oliva y matalauva. Suele ser el desayuno o la merienda típicos durante fiestas señaladas o fines de semana. Algunos vecinos las consumen con miel o azúcar.
- Gachas. Se trata de un dulce al estilo del flan y las natillas, aunque más espeso, elaborado a partir de harina, azúcar, frutos secos, aceite y leche.

## Arte y cultura

### Asociaciones
- Asociación de Mujeres Alhaquím. Dedicada a la organización de todo tipo de actividades culturales, como son la puesta en marcha de talleres, cursos, exposiciones, ferias de muestras y todo tipo de actividades relacionadas con la mujer.
- Peña flamenca "Alegrías de Cádiz".
- Programa "Mayores Activos", perteneciente a la red estatal del mismo nombre y que tiene como objetivo fomentar la actividad de los jubilados. En la localidad está coordinado por el centro Guadalinfo municipal.

### Artesanía
Destacan en la localidad los trabajos artesanales en esparto (cestería, alfombras, canastos...), mimbre, madera, cerámica (espejos, maceteros, paragüeros), punto de cruz (cuadros, cojines, manteles...), ganchillo (colchas, manteles, toallas y todo tipo de ropa de hogar), siendo muy demandados por turistas.

### Pintura
Torre Alháquime fue la localidad que vio nacer al famoso pintor Cristóbal Toral, actualmente afincado en Antequera.
En la actualidad merece mención especial Catalina Vilches Carreño, vecina de la localidad y autora de numerosas obras que tienen como protagonistas los hermosos paisajes y rincones de la localidad.

### Cine
En Torre Alháquime se rodó el documental Recordando el ayer, cuyo objetivo principal fue recrear las costumbres de Andalucía de los años cincuenta. Fue protagonizado por vecinos de la localidad. El documental fue invitado a participar en el Festival de Cine de Málaga.

## Personas destacadas
- Cristóbal Toral, famoso pintor español, nació en esta localidad.
- El Tempranillo, célebre bandolero andaluz del siglo XIX, pasó una intensa estancia en esta localidad, donde nació su hijo.
- Juani de Lucía, propietaria de la Sala Bagdad, es original de Torre Alháquime.